# Аскаран
Аскаран (*д/н — бл. 1599) — раджа Амбера у 1548 році, 1-й раджа Нарвару у 1548—1599 роках. Відомий також як Джаґат Сінґх I.

## Життєпис
Походив з династії Качваха. Молодший син Бгім Сінґха. Ймовірно з часом очолив частину опозиційної знаті до свого старшого брата — раджи Ратан Сінґха, якого зрештою у травні 1548 року отруїв. В результаті зайняв трон Амберу, прийнявши ім'я Джаґат Сінґх. Але панував лише 16 днів, оскільки був повалений власним стрийком Бгармалом, що став відомий після отримання влади як Біхарі Дас.
Аскаран втік до Алвару під захист Хаджі-хана (сурійського намісника). Той втрутився у боротьбу за владу в Амберському князівстві. Зрештою було домовлено про передачу Аскарану міста Нарвар в якості самостійного князівства. До 1555 року зберігав вірність Хаджі-хану, що став фактично самостійним. Після встановлення в Алваті і Меваті влади могольського падишаха Акбара підкорився останньому.
Водночас був союзником Біхарі Даса, якому 1562 року допоміг придушити повстання Суджи, сина колишнього раджи Пуран Мала. 1577 року відзначився під час могольської кампанії проти Мадгукар Шаха бундела, раджи Орчхи. З 1578 року перебував при дворі Акбара в Фатехпур-Сікрі. 1579 року разом з Тодар Малом очолював придушення повстання в Біхарі. 1581 року брав участь у військовій кампанії в Пенджабі.
1583 року став членом державної ради, що слідкувала за законністю спадкування майна замінадара та джаґірдарами. У березні 1585 року отримав мансаб в 1 тис. зат і спрямовано допомагати Мірзі Азізу Коку на посаді субадара Малави. У грудні того ж року брав участь у військовій кампанії проти афганського племені юсуфзаїв в Хайберській частині Кабульської суби. У грудні 1586 року разом з Шейхом Ібрагімом стає наїбом Агри.
Близько 1590 року залишив військову службу, але продовжував перебувати при імператорському дворі. 1593 року під час якоїсь сварки загинув його син-спадкоємець Говердхан. Призначений командувачем залоги Гваліору (фактично керівником місцевої фортеці-в'язниці для полонених ворожих монархів та найнебезпечних державних злочинців). Помер тут близько 1599 року. Його син Радж Сінґх став раджою Нарвару.